# Heptalogi
En heptalogi er en serie på syv kunstværker som er forbundet med en fælles historie. Heptalogier er mindre udbredte end trilogier og tetralogier.
En kendt heptalogi er J.K. Rowlings bøger om troldmandsdrengen Harry Potter.